# 圆光大学
圆光大学（韩语：／）是一所由圆佛教创立的私立大学，位于韩国全罗北道的益山市，始建于1946年。圆光大学目前由14个二级学院,74个专业以及法学专门研究生院等8个研究生院组成。学校不仅在韩医学、药学、医学、牙科等多个学科享有很高的声誉，而且与世界许多国家保持着良好的合作与交流。